# Isatis pachycarpa
Isatis pachycarpa är en korsblommig växtart som beskrevs av Rech.f., Aellen och Esfandiar Esfandiari. Isatis pachycarpa ingår i släktet vejdar, och familjen korsblommiga växter. Inga underarter finns listade i Catalogue of Life.